# الدینائو مارکز لیما
الدینائو مارکز لیما (به پرتغالی: Elidiano Marques Lima) هافبک، مدافع اهل برزیل است که در شهر Ibirité و در تاریخ ۱۴ مارس ۱۹۸۲ به دنیا آمده‌است.
الدینائو مارکز لیما در تیم‌های فوتبال Social سابقهٔ حضور دارد.